# سعاد عبد الرحيم
سعاد عبد الرحيم، ولدت في 16 ديسمبر 1964 في صفاقس، هي صيدلانية وسياسية تونسية، أول امرأة تترأس بلدية تونس العاصمة، ويطلق عليها لقب «شيخة المدينة».

## السيرة الذاتية

### الدراسات والنشاط الطلابي
ولدت سعاد عبد الرحيم في صفاقس لعائلة من سبعة أطفال، ويرجع أصل عائلتها إلى مدينة المطوية. زاولت تعليمها الثانوي في معهد خزندار في ضواحي تونس العاصمة أين تحصلت على شهادة الباكالوريا في يونيو 1983. انتقلت لمواصلة تعليمها العالي في كلية الطب بالمنستير، ويذكر أنها ارتدت الحجاب وقتها. بدأت حينئذ نشاطها الطلابي في الكلية والتقت بعدة ناشطين مثل العجمي الوريمي، وأصبحت عضوة المكتب التنفيذي للاتحاد العام التونسي للطلبة.

بينما كانت تحاول تهدئة خلاف عنيف بين الطلبة، ألقي عليها القبض وسجنت في 1985 لمدة 15 يوما بسبب نشاطها الطلابي. أجبرت حينها على مغادرة دراستها، قبل أن تعود إلى الكلية بعد مدة. في 1991، وعند حل نقابة الاتحاد العام التونسي للطلبة، بدأت سعاد عبد الرحيم نشاطا حقوقيا أزعج السلطات، مما أدى لإلقاء القبض عليها ثانية وسجنها بتهمة معارضة النظام. أثناء هذه المدة، تركت الحجاب.

تحصلت في البداية على شهادة في العلوم الغذائية في يونيو 1988، قبل أن تتحصل على شهادتها في الصيدلة في 1992، وبدأت مسارها المهني كمديرة لمتجر بيع أدوات صيدلانية بالجملة في تونس العاصمة.

### المسار السياسي

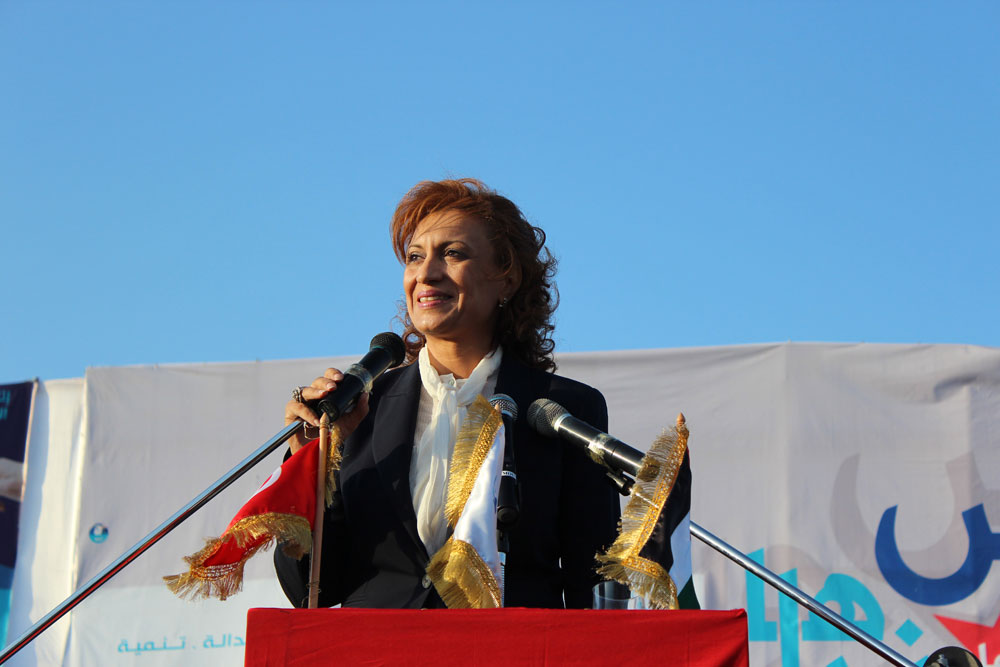
سعاد عبد الرحيم أثناء اجتماع في الحملة الانتخابية في بن عروس، في أكتوبر 2011.

لم تدخل سعاد عبد الرحيم الحياة الجمعياتية والسياسية إلا بعد الثورة التونسية في 2011. عينت في هذه السنة كعضوة في المكتب التنفيذي لحركة النهضة.

ترشحت لانتخابات 23 أكتوبر 2011 كرئيسة قائمة النهضة في دائرة تونس الثانية الانتخابية، وفازت بمقعد في المجلس الوطني التأسيسي المكلف بإقرار دستور جديد للبلاد.

شاركت في الانتخابات البلدية التونسية 2018 المنعقدة في 6 مايو، وذلك كرئيسة قائمة حركة النهضة في بلدية تونس العاصمة، وانتخبت في أول جلسة للمجلس البلدي الجديد في 3 يوليو في منصب رئيسة بلدية تونس، وهي أول امرأة تتبوأ هذا المنصب في العاصمة.

## الحياة الخاصة
سعاد عبد الرحيم متزوجة من أنور لندة، وهو مدير شركة متخصصة في برامج الصيدلة، وأنجبا طفلين هما سامي ونورهان.

## الأوسمة
- الصنف الرابع من الوسام الوطني للاستحقاق (تونس، 2014).[3]